# Glucuronolacton
Glucoronolacton of glucoronolactone is een lichaamseigen stof die vrijkomt bij de afbraak van glucose in de lever. Het speelt een belangrijke rol in bijna alle spieren. Glucuronolacton wordt ook gevonden in vele planten. Het zit ook in voedingsmiddelen zoals granen en rode wijn.
Glucoronolacton is enigszins berucht geworden doordat de stof een drug zou zijn die de Amerikaanse regering zou hebben ontwikkeld tijdens de Vietnamoorlog. Verder doet het gerucht de ronde dat het werd verboden nadat meerdere personen aan een hersentumor overleden waren na het innemen ervan. Deze geruchten zijn niet waar, want het aangehaalde artikel heeft nooit in het British Medical Journal gestaan, en de consumptie van glucuronolacton is nooit verboden geweest. Verder staan er geen waarschuwingen op de website van Food and Drug Administration die wijzen op potentieel gevaar voor het oplopen van een hersentumor of andere gezondheidsproblemen.
Glucuronolacton is een ingrediënt van veel energiedrankjes, zoals Red Bull. De meeste van deze drankjes bevatten ook cafeïne. Glucuronolacton wordt toegevoegd omdat het vermoeidheid tegen zou gaan, en een prettig gevoel zou geven. Hierbij is wel voorzichtigheid geboden, aangezien glucuronolacton bloedklonters kan veroorzaken en het kan zorgen voor een verminderde werking van het endotheel.